# Bildtafel der Verkehrszeichen in Estland
Die Bildtafel der Verkehrszeichen in Estland zeigt eine Auswahl der in Estland gültigen Verkehrszeichen.

## Gefahrenzeichen

Kurve (links)
Doppelkurve (zunächst links)
Kurve (rechts)
Doppelkurve (zunächst rechts)
Gefälle abwärts in %
Gefälle aufwärts in %
Verengte Fahrbahn
Gegenverkehr
Hafen oder Fähre
Stau
Unebene Fahrbahn
Unebene Fahrbahn
Unebene Fahrbahn
Bodenschwelle
Bauarbeiten
Splitt, Schotter
Nasse Fahrbahn
Gefährlicher Seitenstreifen
Spurrillen
Fußgängerüberweg
Kinder
Fahrräder auf der Fahrbahn
Skifahrer kreuzen
Tiere (Elche)
Tiere
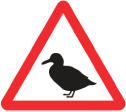
Vögel
Kreuzung
Vorfahrt
Ampel
Kreisverkehr
Straßenbahn
Bahnübergang mit Schranken
Bahnübergang ohne Schranken
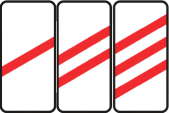
Abstand zum Bahnübergang
Eingleisiger Bahnübergang
Mehrgleisiger Bahnübergang
Unbefestigte Straße voraus
Steinschlag
Flugbetrieb
Seitenwind
Schnee- oder Eisglätte
Andere Gefahren

## Prioritätszeichen

Vorfahrtsstraße
Ende der Vorfahrtsstraße
Vorfahrt gewähren
Halt, Vorfahrt gewähren
Vorrang für den Gegenverkehr
Vorrang vor dem Gegenverkehr

## Verbotsschilder

Verbot für Fahrzeuge aller Art
Verbot für Kraftfahrzeuge
Verbot für Motorräder
Verbot für Mopeds
Verbot für Geländefahrzeuge
Verbot für Busse
Verbot für Lastwägen
Verbot für Fahrzeuge mit gefährlichen Gütern
Verbot für Fahrzeuge mit Anhängern
Verbot für Traktoren
Verbot für Fußgänger
Verbot für Fahrräder
Verbot für Reiter
Minimalabstand
Hupverbot
Einfahrtsverbot
Einbiegen nach links verboten
Einbiegen nach rechts verboten
Wendeverbot
Breitenbegrenzung
Höhenbegrenzung
Längenbegrenzung
Ladengewichtsbeschränkung
Gewichtsbeschränkung auf eine Achse
Gewichtsgrenze Tandemachse
Überholverbot
Ende des Überholverbots
Kein Überholen mit LKW
Ende des Lkw-Überholverbots
Erlaubte Höchstgeschwindigkeit
Ende der Geschwindigkeitsbegrenzung
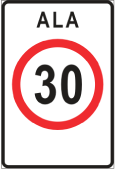
Geschwindigkeitsbegrenzungszone
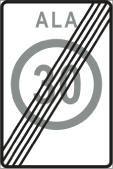
Ende der Geschwindigkeitsbegrenzungszone
Kein Stehen oder Parken
Parken verboten
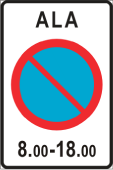
Kein Parkbereich
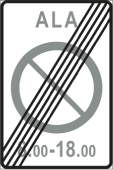
Ende der Parkverbotszone
An ungeraden Tagen kein Parkplatz
Kein Parken an geraden Tagen
Zoll
Polizei
Andere Kontrolle

## Vorschriftszeichen

Vorgeschriebene Fahrtrichtung – geradeaus
Vorgeschriebene Fahrtrichtung – hier rechts
Vorgeschriebene Fahrtrichtung – rechts
Vorgeschriebene Fahrtrichtung – geradeaus oder rechts
Vorgeschriebene Fahrtrichtung – links oder rechts
Vorgeschriebene Vorbeifahrt – rechts vorbei
Vorgeschriebene Vorbeifahrt – links oder rechts vorbei
Kreisverkehr
Gehweg
Fahrweg
Reitweg
Geländeweg
Schneeketten vorgeschrieben
Mindestgeschwindigkeit
Ende der Mindestgeschwindigkeit

## Hinweise

Autobahn
Ende der Autobahn
Einbahnstraße
Ende der Einbahnstraße
Bushaltestelle
Straßenbahnhaltestelle
Fußgängerüberweg
Ebenerdiger Fußgänger-Bahnübergang
Kehrtwende ist erlaubt
Sackgasse
Wohngebiet
Ende des Wohngebiets
Parkplatz
Tunnel
Ende der tunnel
Stopplinie
Umleitung